# PLJ Telecom
PLJ Telecom Sp. z o.o. – polski przedsiębiorca telekomunikacyjny z siedzibą w Ruścu (gmina Nadarzyn), a adresem rejestrowym w Warszawie. Firma działa głównie na terenie województwa mazowieckiego, świadcząc usługi dostępu do internetu szerokopasmowego, telefonii stacjonarnej w technologii VoIP oraz telewizji cyfrowej, a także prowadząc działalność w zakresie budowy i utrzymania sieci telekomunikacyjnych.

## Historia
Marka PLJ Telecom powstała w 1998 roku jako lokalny dostawca internetu, początkowo działający w formie spółki cywilnej pod nazwą PLJ Telecom s.c. W pierwszych latach działalności firma specjalizowała się w dostarczaniu internetu radiowego docierając do miejsc, w których brakowało infrastruktury kablowej dużych operatorów.  
Na przełomie lat 2000–2010 przedsiębiorstwo stopniowo rozbudowywało swoją sieć o technologie przewodowe, w tym pierwsze łącza światłowodowe dla klientów biznesowych i instytucjonalnych. W kolejnych latach wprowadzono również telefonie internetową VoIP oraz usługi telewizji cyfrowej.
5 października 2022 roku przedsiębiorstwo zostało przekształcone w spółkę z ograniczoną odpowiedzialnością i wpisane do KRS.

## Działalność
Spółka działa w sektorze telekomunikacji przewodowej i bezprzewodowej. Zakres usług obejmuje:
- internet światłowodowy,
- telefonia stacjonarna w technologii VoIP,
- dostarczanie treści telewizyjnych,
- projektowanie, budowa i serwis sieci telekomunikacyjnych.

## Zasięg
Usługi PLJ Telecom dostępne są głównie w województwie mazowieckim, w tym w Grodzisku Mazowieckim, Nadarzynie, Ruścu oraz pobliskich gminach.

## Pozycja rynkowa
PLJ Telecom jest rozpoznawalny jako regionalny operator o stabilnej pozycji, specjalizujący się w dostarczaniu usług telekomunikacyjnych na obszarach, gdzie dostęp do infrastruktury dużych operatorów jest ograniczony. Spółka kładzie nacisk na lokalny charakter działalności, elastyczne podejście do potrzeb klienta oraz bezpośrednią obsługę.